# Sambo ai II Giochi europei
Le gare di sambo ai II Giochi europei sono state disputate a Minsk il 22 e 23 giugno 2019.

## Podi

### Maschili
| Specialità | Oro                    | Argento            | Bronzo                                 |
| 52 kg      | Tigran Kirakosyan      | Aghasif Samadov    | Andrei Kurbakov Givi Nadareishvili     |
| 57 kg      | Vakhtangi Chidrashvili | Sayan Khertek      | Uladzislau Burdz Mehman Khalilov       |
| 62 kg      | Ruslan Bagdasarian     | Savvas Karakizidis | Ivan Aniskevich Genadi Chirgadze       |
| 68 kg      | Aliaksandr Koksha      | Mindia Liluashvili | Nikita Kletskov Emil Hasanov           |
| 74 kg      | Levan Nakhutsrishvili  | Stanislav Skryabin | Arsen Ghazaryan Stsiapan Papou         |
| 82 kg      | Andrey Perepelyuk      | Davit Grigoryan    | Besarioni Berulava Tsimafei Yemelyanau |
| 90 kg      | Sergey Ryabov          | Andrei Kazusionak  | Dmitri Gerasimenko Paata Ghviniashvili |
| 100 kg     | Daviti Loriashvili     | Viktors Reško      | Alsim Chernoskulov Denis Tachii        |
| +100 kg    | Beka Berdzenishvili    | Yury Rybak         | Artem Osipenko Vladimir Gajic          |

### Femminili
| Specialità | Oro                  | Argento              | Bronzo                                |
| 48 kg      | Elena Bondareva      | Anastasiia Novikova  | Anfisa Kapayeva Tsvetelina Tsvetanova |
| 52 kg      | Diana Ryabova        | Maryna Zharskaya     | Irene Diaz Vidal Paulina Eshanu       |
| 56 kg      | Tatiana Kazeniuk     | Anastasiia Arkhipava | Laure Fournier Daniela Poroineanu     |
| 60 kg      | Vera Harelikava      | Sabina Artemciuc     | Yana Kostenko Yaiza Jimenez Lopez     |
| 64 kg      | Ekaterina Onoprienko | Olena Sayko          | Anda Valvoi Tatsiana Matsko           |
| 68 kg      | Lucija Babic         | Kateryna Moskalova   | Marina Mokhnatkina Volha Namazava     |
| 72 kg      | Anzhela Zhylinskaya  | Nino Odzelashvili    | Galina Ambartsumian Nataliya Smal     |
| 80 kg      | Mariya Oryashkova    | Zhanara Kusanova     | Sviatlana Tsimashenka Halyna Kovalska |
| +80 kg     | Anastasiia Sapsai    | Elene Kebadze        | Anna Balashova Alina Păunescu         |